# 文田久雄
文田 久雄（ふみた ひさお、1935年 - 2015年2月4日）は、日本の官僚。正四位。

## 来歴
1935年生まれ。1961年3月、京都大学教育学部卒業後、人事院入局。内閣審議室内閣審議官、総理府賞勲局長などを経て、1993年6月、総理府次長（事務次官に相当）に就任。1996年に同府退官後は、公害等調整委員会、恩給審査会の委員を歴任した。2005年4月に瑞宝重光章を授与される。
1993年の政権交代で宮沢内閣が退陣。同時期開催の広島市平和記念式典恒例の「内閣総理大臣挨拶」を誰が行うのか混乱した際、総理府次長として代読した。

## 略歴
- 1961年 京都大学教育学部卒業後、人事院入局
- 1976年 総理府内閣官房内閣参事官（行政施策）
- 総務庁恩給局総務課長
- 沖縄開発庁総務局総務課長
- 内閣審議官
- 賞勲局長
- 総理府次長